# I Got a Feelin’ in My Body
I Got a Feelin’ in My Body – piosenka Elvisa Presleya, z albumu Good Times z 1974 roku.
Piosenka została napisana przez Dennisa Linde.
Presley nagrał utwór 10 grudnia podczas sesji w dniach 10-16 grudnia 1973 dla RCA w the Stax Studios w Memphis, Tennessee.
Po raz pierwszy nagranie wydano w albumie Good Times w 1974.